# Cernadelo
Cernadelo é uma povoação portuguesa do Município de Lousada que foi sede da extinta Freguesia de Cernadelo, freguesia que tinha 1,92 km² de área e 980 habitantes (2011), e, por isso, uma densidade populacional de 510,4 hab/km².
A Freguesia de Cernadelo foi extinta (agregada) pela reorganização administrativa de 2012/2013, sendo o seu território integrado na então criada União de Freguesias de Cernadelo e Lousada (São Miguel e Santa Margarida).

## População
| População da freguesia de Cernadelo | População da freguesia de Cernadelo | População da freguesia de Cernadelo | População da freguesia de Cernadelo | População da freguesia de Cernadelo | População da freguesia de Cernadelo | População da freguesia de Cernadelo | População da freguesia de Cernadelo | População da freguesia de Cernadelo | População da freguesia de Cernadelo | População da freguesia de Cernadelo | População da freguesia de Cernadelo | População da freguesia de Cernadelo | População da freguesia de Cernadelo | População da freguesia de Cernadelo |
| ----------------------------------- | ----------------------------------- | ----------------------------------- | ----------------------------------- | ----------------------------------- | ----------------------------------- | ----------------------------------- | ----------------------------------- | ----------------------------------- | ----------------------------------- | ----------------------------------- | ----------------------------------- | ----------------------------------- | ----------------------------------- | ----------------------------------- |
| 1864                                | 1878                                | 1890                                | 1900                                | 1911                                | 1920                                | 1930                                | 1940                                | 1950                                | 1960                                | 1970                                | 1981                                | 1991                                | 2001                                | 2011                                |
| 356                                 | 348                                 | 399                                 | 442                                 | 426                                 | 390                                 | 444                                 | 478                                 | 570                                 | 566                                 | 624                                 | 752                                 | 797                                 | 728                                 | 980                                 |

| Distribuição da População por Grupos Etários | Distribuição da População por Grupos Etários | Distribuição da População por Grupos Etários | Distribuição da População por Grupos Etários | Distribuição da População por Grupos Etários | Distribuição da População por Grupos Etários | Distribuição da População por Grupos Etários | Distribuição da População por Grupos Etários | Distribuição da População por Grupos Etários | Distribuição da População por Grupos Etários |
| -------------------------------------------- | -------------------------------------------- | -------------------------------------------- | -------------------------------------------- | -------------------------------------------- | -------------------------------------------- | -------------------------------------------- | -------------------------------------------- | -------------------------------------------- | -------------------------------------------- |
| Ano                                          | 0-14 Anos                                    | 15-24 Anos                                   | 25-64 Anos                                   | > 65 Anos                                    |                                              | 0-14 Anos                                    | 15-24 Anos                                   | 25-64 Anos                                   | > 65 Anos                                    |
| 2001                                         | 166                                          | 122                                          | 367                                          | 73                                           |                                              | 22,8%                                        | 16,8%                                        | 50,4%                                        | 10,0%                                        |
| 2011                                         | 194                                          | 141                                          | 535                                          | 110                                          |                                              | 19,8%                                        | 14,4%                                        | 54,6%                                        | 11,2%                                        |